# Koto Nan Tigo IV Koto Hilie
Koto Nan Tigo IV Koto Hilie is een bestuurslaag in het regentschap Zuid-Pesisir van de provincie West-Sumatra, Indonesië. Koto Nan Tigo IV Koto Hilie telt 3078 inwoners (volkstelling 2010).